# Bragging Rights 2010
Bragging Rights 2010 è stata la seconda ed ultima edizione dell'omonimo evento in pay-per-view prodotto annualmente dalla WWE. L'evento si è svolto il 24 ottobre 2010 al Target Center di Minneapolis.

## Storyline
Il 3 ottobre, a Hell in a Cell, Wade Barrett ha sconfitto John Cena grazie all'intervento di Husky Harris e Michael McGillicutty, costringendo così lo stesso Cena ad unirsi al Nexus. Nella puntata di Raw del 4 ottobre Barrett ha vinto un Battle Royal match grazie all'aiuto di Cena, auto-eliminatosi per favorire la vittoria del suo leader, diventando così il contendente n°1 del WWE Champion Randy Orton. Un match tra Orton e Barrett con in palio il WWE Championship è stato quindi sancito per Bragging Rights.
A Hell in a Cell, Kane ha difeso con successo il World Heavyweight Championship in un Hell in a Cell match contro The Undertaker dopo che Paul Bearer, storico manager di quest'ultimo, ha effettuato un turn heel nei confronti dello stesso The Undertaker, schierandosi dalla parte di Kane. Nella puntata di SmackDown del 15 ottobre Kane, tramite Bearer, ha sfidato The Undertaker ad un ultimo incontro per il suo titolo; con questi che ha poi accettato. Un Buried Alive match tra Kane e The Undertaker con in palio il World Heavyweight Championship è stato dunque annunciato per Bragging Rights.
Nella puntata di SmackDown dell'8 ottobre è stato annunciato un match tra il Team Raw e il Team SmackDown per Bragging Rights; con il roster vincente che si sarebbe poi aggiudicato il Bragging Rights Trophy per dimostrare la propria supremazia sul roster perdente. Più avanti, la sera stessa, Big Show è stato nominato come primo membro del Team SmackDown. Nella puntata di Raw dell'11 ottobre John Morrison (sconfiggendo Tyson Kidd), R-Truth (sconfiggendo Ted DiBiase), Santino Marella (sconfiggendo Zack Ryder), Sheamus (sconfiggendo lo United States Champion Daniel Bryan), CM Punk (sconfiggendo Evan Bourne) e il Mr. Money in the Bank The Miz (sconfiggendo John Cena) hanno vinto i loro rispettivi incontri di qualificazione per entrare a far parte del Team Raw. Nella puntata di SmackDown del 15 ottobre Rey Mysterio (sconfiggendo il WWE Tag Team Champion Cody Rhodes), Jack Swagger (sconfiggendo Montel Vontavious Porter), Alberto Del Rio (sconfiggendo Chris Masters), Kofi Kingston (sconfiggendo il WWE Tag Team Champion Drew McIntyre), Edge (sconfiggendo l'Intercontinental Champion Dolph Ziggler) e Kaval (sconfiggendo Big Show in un Five-Minute Challenge match) hanno vinto i loro rispettivi incontri di qualificazione per entrare a far parte del Team SmackDown. Poco dopo, la sera stessa, Kaval è stato tuttavia sconfitto da Tyler Reks, il quale ha poi preso il suo posto nel Team SmackDown. Nella puntata di Raw del 18 ottobre il rientrante Ezekiel Jackson è stato annunciato da The Miz come ultimo membro del Team Raw.
Nella puntata di Raw del 18 ottobre lo United States Champion Daniel Bryan (del roster di Raw) ha sfidato l'Intercontinental Champion Dolph Ziggler (del roster di SmackDown) ad un incontro interpromozionale per Bragging Rights. Un match tra i due, senza però alcun titolo in palio, è stato poi ufficializzato per Bragging Rights.
A Hell in a Cell, Natalya ha sconfitto la Divas Champion Michelle McCool per squalifica a causa dell'intervento di Layla (anche lei detentrice del titolo insieme alla McCool); tuttavia, data la modalità con cui aveva ottenuto la vittoria, quest'ultima è rimasta campionessa. Nella puntata di SmackDown del 22 ottobre è stato dunque sancito un match tra Natalya e Layla con in palio il Divas Championship per Bragging Rights.

## Risultati
| #    | Incontri | Stipulazioni                                             | Durata |
| ---- | --- | -------------------------------------------------------- | ------ |
| Dark | MVP ha sconfitto Chavo Guerrero | Single match                                             | —      |
| 1    | Daniel Bryan ha sconfitto Dolph Ziggler (con Vickie Guerrero) per sottomissione | Single match                                             | 16:14  |
| 2    | David Otunga e John Cena hanno sconfitto Cody Rhodes e Drew McIntyre (c) | Tag team match per il WWE Tag Team Championship          | 06:29  |
| 3    | Ted DiBiase Jr. (con Maryse) ha sconfitto Goldust (con Aksana) | Single match                                             | 07:29  |
| 4    | Layla (c) (con Michelle McCool) ha sconfitto Natalya | Single match per il WWE Divas Championship               | 05:23  |
| 5    | Kane (c) (con Paul Bearer) ha sconfitto The Undertaker | Buried alive match per il World Heavyweight Championship | 16:59  |
| 6    | Team SmackDown (Alberto Del Rio, Big Show, Edge, Jack Swagger, Kofi Kingston, Rey Mysterio e Tyler Reks) ha sconfitto Team Raw (CM Punk, Ezekiel Jackson, The Miz, John Morrison, R-Truth, Santino Marella e Sheamus) | Seven-on-seven tag team elimination match                | 27:45  |
| 7    | Wade Barrett (con John Cena) ha sconfitto Randy Orton (c) per squalifica | Single match per il WWE Championship                     | 14:34  |

Seven-on-seven tag team elimination match
| #          | Wrestler                             | Team                                 | Eliminato da                         | Metodo                               | Tempo                                |
| ---------- | ------------------------------------ | ------------------------------------ | ------------------------------------ | ------------------------------------ | ------------------------------------ |
| 1          | Santino Marella                      | Raw                                  | Tyler Reks                           | Burnig Hammer                        | 02:38                                |
| 2          | Kofi Kingston                        | SmackDown                            | Sheamus                              | Pale Justice                         | 06:52                                |
| 3          | Jack Swagger                         | SmackDown                            | John Morrison                        | Starship Pain                        | 13:07                                |
| 4          | Tyler Reks                           | SmackDown                            | Sheamus                              | Brougue Kick                         | 14:32                                |
| 5          | Big Show                             | SmackDown                            | —                                    | Count out                            | 15:29                                |
| 6          | Sheamus                              | Raw                                  | —                                    | Count out                            | 15:29                                |
| 7          | R-Truth                              | Raw                                  | Edge                                 | Spear                                | 16:42                                |
| 8          | John Morrison                        | Raw                                  | Edge                                 | Spear                                | 17:09                                |
| 9          | Alberto Del Rio                      | SmackDown                            | CM Punk                              | Roll up                              | 18:05                                |
| 10         | CM Punk                              | Raw                                  | Rey Mysterio                         | 619                                  | 24:07                                |
| 11         | Ezekiel Jackson                      | Raw                                  | Rey Mysterio                         | 619                                  | 26:16                                |
| 12         | The Miz                              | Raw                                  | Edge                                 | Spear                                | 27:45                                |
| Vincitori: | Team SmackDown (Edge e Rey Mysterio) | Team SmackDown (Edge e Rey Mysterio) | Team SmackDown (Edge e Rey Mysterio) | Team SmackDown (Edge e Rey Mysterio) | Team SmackDown (Edge e Rey Mysterio) |